# Böttekärrssjön
Böttekärrssjön är en sjö i Varbergs kommun i Halland och ingår i Ätrans huvudavrinningsområde.